# Конкин, Григорий Ефимович
Григо́рий Ефи́мович Ко́нкин (1911—1941) — стрелок 4-й роты 2-го батальона 1075-го стрелкового полка 316-й стрелковой дивизии 16-й армии Западного фронта, рядовой, Герой Советского Союза. Награждён орденом Ленина.

## Биография
Родился в 1911 году в селе Покровка (современная Иссык-Кульская область Кыргызстана) в крестьянской семье. Русский.
После окончания начальной школы работал в колхозе имени В. И. Чапаева. В 1941 году был призван в Красную Армию.
Григорий Конкин 16 ноября 1941 года у разъезда Дубосеково Волоколамского района Московской области в составе группы истребителей танков участвовал в отражении многочисленных атак противника, было уничтожено 18 вражеских танков. Это сражение вошло в историю, как подвиг 28 героев-панфиловцев. В этом бою Григорий Конкин погиб. Похоронен в братской могиле у деревни Нелидово Волоколамского района Московской области.
Указом Президиума Верховного Совета СССР «О присвоении звания Героя Советского Союза начальствующему и рядовому составу Красной Армии» от 21 июля 1942 года за «образцовое выполнение боевых заданий командования на фронте борьбы с немецкими захватчиками и проявленные при этом отвагу и геройство» удостоен посмертно звания Героя Советского Союза.

## Награды
- Герой Советского Союза (21 июля 1942) — за образцовое выполнение боевых заданий Командования на фронте борьбы с немецкими захватчиками и проявленные при этом отвагу и геройство
- Орден Ленина (21 июля 1942) — за образцовое выполнение боевых заданий Командования на фронте борьбы с немецкими захватчиками и проявленные при этом отвагу и геройство

## Память
- Именем Григория Конкина были названы село в Джети-Огузском районе Иссык-Кульской области, школа в этом селе, улицы в городе Каракол и селе Покровка.
- В селе Покровка установлен бюст Григория Конкина.
- В 1966 году в Москве в честь панфиловцев была названа улица в районе Северное Тушино, где установлен монумент. В их честь в 1975 году также был сооружен мемориал в Дубосеково.
- В деревне Нелидово (1,5 км от разъезда Дубосеково), установлен памятник и открыт Музей героев-панфиловцев.
- В городе Алма-Ата, родном для панфиловцев, есть парк имени 28 гвардейцев-панфиловцев, в котором расположен монумент в их честь.
- Упоминание о 28 «самых храбрых сынах» Москвы вошло также в песню «Дорогая моя столица», ныне являющуюся гимном Москвы.